# Клочурак Степан Степанович

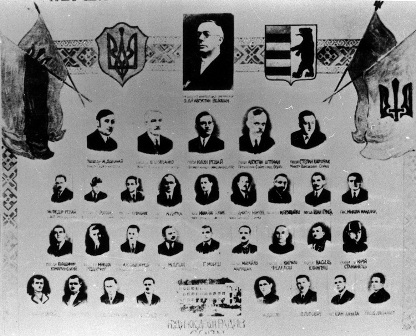
Посли Сойму Карпатської України.
По центру: Президент Карпатської України о. Августин Волошин; Перший ряд зліва направо: Микола Долинай, Юлій Бращайко, Юліян Ревай, Августин Штефан, Степан Клочурак; Другий ряд: Федір Ревай, Степан Росоха, Леонід Романюк, Августин Дутка, Михайло Тулик, Дмитро Німчук, Михайло Бращайко, Іван Грига, Микола Мандзюк; Третій ряд: Володимир Комаринський, Микола Різдорфер, Антон Ернест Олдофреді, Мілош Дрбал, Григорій Мойш, Михайло Марущак, Кирило Феделеш, Василь Климпуш, о. Юрій Станинець; Четвертий ряд: Василь Щобей, Іван Ігнатко, Юрій Пазуханич, Іван Перевузник, Адальберт Довбак, Петро Попович, Іван Качала, Василь Лацанич

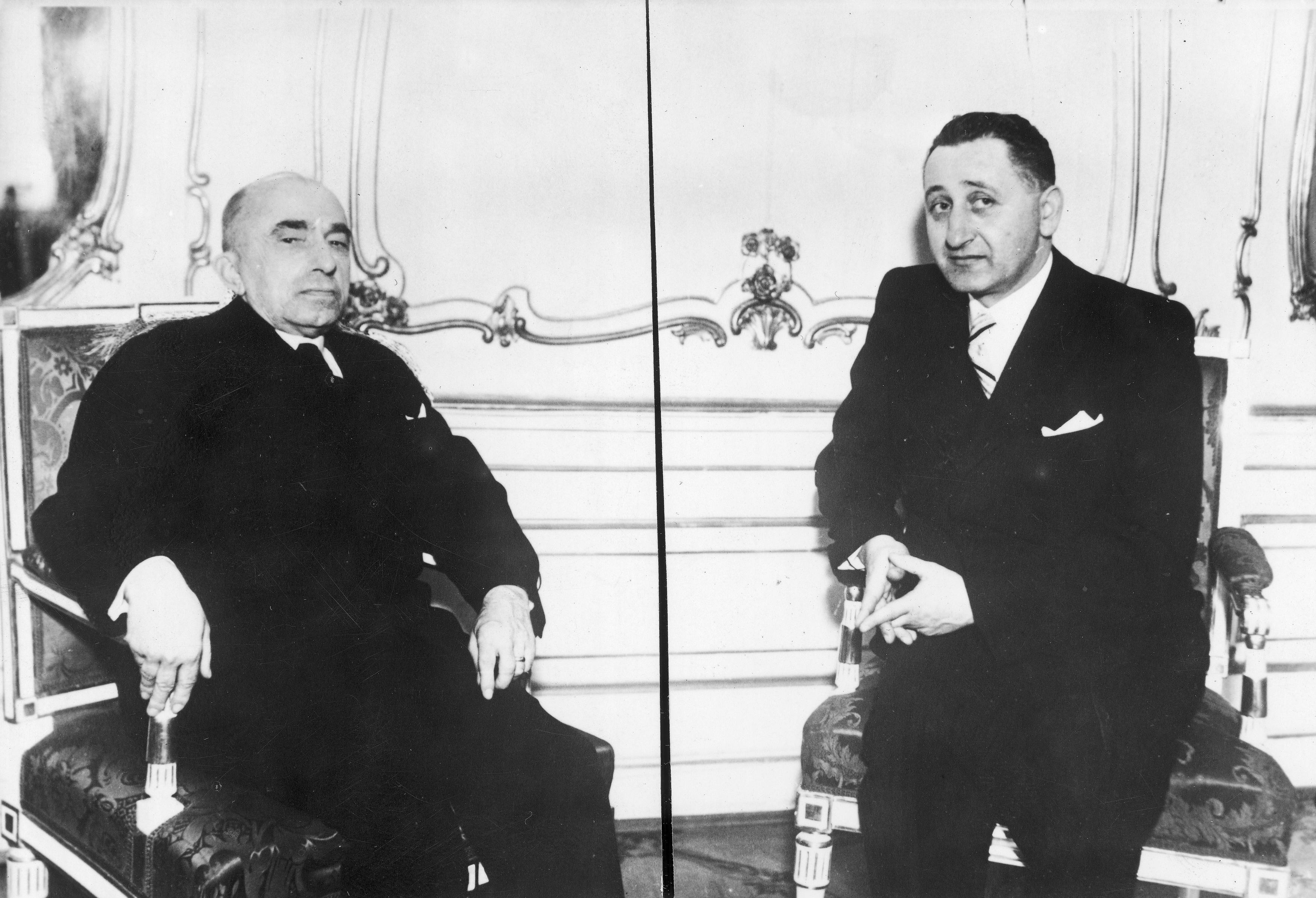
Міністр Карпатської України Степан Клочурак з президентом Чехословаччини Емілем Гахою. 1939 рік.

Посли Сойму Карпатської України. Зліва направо, зверху вниз: Юліян Ревай, Августин Волошин, Степан Клочурак, Леонід Романюк, Федір Ревай, Августин Штефан, Степан Росоха, Августин Дутка, Юлій Бращайко, Микола Долинай,
Василь Щобей, Володимир Комаринський, Михайло Бращайко, Петро Попович, Василь Климпуш

Степа́н Степа́нович Клочура́к (Клочуряк) (27 лютого 1895, смт. Ясіня, Австро-Угорщина — 8 лютого 1980, Прага, Чехословаччина) — український закарпатський громадсько-політичний діяч, журналіст, президент Гуцульської республіки (Рахівщина, Закарпаття). Автор книги про неї: «До волі» (Нью-Йорк, 1978; перевидана в Ужгороді у 2009). Кавалер Ордена Свободи (посмертно).

## Життєпис
Навчався у Віденському університеті. Воював у званні офіцера армії Австро-Угорщини на фронтах І-ї світової війни.
У 1918–1919 рр. був організатором Гуцульської республіки (незадовго перед тим повернувся з фронту). 18 грудня 1918 р. виступав на з'їзді Мараморощини у Сигіті, де було обрано Сигітську Народну Раду (славо також мали: Климпуш Василь — Ясіня, Штефан Августин, Бращайко Михайло — Рахів, Йосипчук Василь — Великий Бичків.). 10 грудня 1918 р. як голова Гуцульської Народної Ради у складі української делегації (8 осіб) прибув до Будапешту для обговорення урядового законопроєкту про автономію українців Закарпаття. Через чисельну меншість дискусія пішла в промадярському руслі; українці тут провели свій з'їзд, головою обрали рахівського адвоката Августина Штефана, рішуче зажадали возз'єднання краю з Великою Україною.
Надалі Клочурак був також командиром Закарпатської сотні Української Галицької Армії (УГА) в боротьбі з більшовиками та денікінцями.
У 20-х роках Ст. Клочурак здобув вищу юридичну освіту на правничому факультеті університету ім. Я. А. Коменського в Братиславі.
У 1920—1922 роках редагував (у співпраці із Євгеном Пуза) партійний друкований орган — газету «Народ» (від 1922 року — «Вперед»), яка виходила в Ужгороді, згодом лідер української фракції Аграрної партії Чехословаччини. З 1934 р. — редактор її органу «Земля і воля».
У міжвоєнний період був співорганізатором «Просвіти», торговельних, економічних, молодіжних, військових, соціальних та педагогічних спілок на Закарпатті. Приділяв значну увагу розвиткові українського Пласту на Закарпатті та спортивних товариств. Він теж був членом-засновником славного футбольного клубу «СК Русь», який прославив Закарпаття далеко за межами свого краю. Клочурак вважався офіційним репортером цього клубу, і його репортажі в закарпатоукраїнській пресі були дуже популярними.
У 1939 році посол до Сойму і міністр Карпатської України. З 1939 р. — в еміграції в Празі, 1945 року був арештований НКВС, до 1957 р. перебував у радянських концтаборах.
Після звільнення проживав у Празі.
Його племінницєю є Галина Клочуракова (згодом Павловська, чеськ. Halina Pawlowská), яка стала відомою чеською письменницею, сценаристкою, публіцисткою. У фільмі «Дякую за кожний новий ранок» (чеськ. Díky za každé nové ráno, 1994) досить сатирично зображує закарпатських українців.
Родичі Степана Клочуряка на Закарпатті і в Чехо-Словаччині були репресовані та переслідувані. Мати померла у 1945 р., батько — у 1947 р. Мабуть, найбільше постраждала його сестра Анна Лофердюк. У 1950 р. в рамках «розкуркулення» її спочатку вигнали з власної хати у Чорній Тисі до Лазещини, потім засудили за ніби «не сплачений держподаток». Засудили її спочатку на 1 рік, потім на 9 років таборів, позбавлення громадянських прав та конфіскацію всього майна. Що цікаво — судили її не під прізвищем Лофердюк, а під дошлюбним прізвищем Клочуряк, щоб надати процесові більш «куркульського» характеру.

## Нагороди
- Орден Свободи (14 березня 2019, посмертно) — за визначний особистий внесок у відродження української державності, самовіддане служіння Українському народові[4][5]

## Твори, де Степан Клочурак виступає персонажем (образом для нього)
- Дякую за кожний новий ранок
- «Лицар волі», «Гуцульська республіка», «Назустріч волі» (Див. літературу до Гуцульська республіка)

## Цитати Степана Клочурака
|  | ...Я хотів з Вами порадитися відносно мого наміру, описати усе те, що я від діточих літ бачив, чув і до певної міри між своїми рідними гуцулами пережив та описати ті події, в яких я в дорослих роках брав активну участь. Про ті події, особливо в часі боротьби за визволення нашого народу, досить много написано, але їх докладно і в правдивому освітленні ніхто не описав, як також не описано перебіг народних зборів у місяці грудні 1918-го року в Будапешті, в Мараморошському Сиґоті, а в місяці квітні 1919-го року з'їзд делегатів з Карпатської України, який відбувся в Станиславові, про який донині ані слова не написано. З повстання гуцулів і про Гуцульську Республіку тільки деякі епізоди описані, але що там діялось і по ліквідації мадярської адміністрації, як гуцули заряджували своє життя, про те писалось тільки в загальних рисах. Я з тих часів зберігаю деякі матеріали та хотів би у вступі описати правдиву історію Ясіня, де в послідніх триста роках відогравались різні цікаві події, і взагалі Ясіня здавна відзначалось боротьбою проти своїх гнобителів. Ясіня відзначається не тільки визначними борцями за волю, як Подерей, Пластун (який працював в порозумінні з А. Добранським), але у Ясіню відбивали татарські грабіжницькі походи, послідний бій з татарами відбувся в Ясіню на Констерівці і в Татарському перевалі в 1717-му році. Історію Ясіня згадую, бо я не тільки від Вас одержав відпис «історії», яку видумали Лелекач і Молдавчук, мені їхню брехню переслали з Ясіня і не боюсь заявити, що їхня «історія» від першого до посліднього слова є видуманою брехнею, а особливо, що торкається Гуцульської Республіки. Є щастям, що «з брехні ніякою силою не зробиш правду». Але і то великий плюс, що в своїй «історії», хоч в неправдивому освітленні, вони відважились тодішні події згадати. |

|  | ...Приходить вечір, а з ним непевність і страх. Ми з Люсею спакували нашу мізерію і ждемо. Мій колега обіцяє взяти нас до свого авта. Найгірше, що не маємо жодних грошей. Пан Сопко відмовився дати мені якусь платню. З Хусту вже не можемо чекати нічого. Около дев’ятої години приїхало одно авто, а в ньому один наш міністер (здається пан Клочурак) та ще якісь особи. Міністер дав мені кілька сотень крон та каже: - Ви тут не можете до ранку лишатися. Мадяри цієї ночі прийдуть сюди. Забирайте зі шпиталю, що можете та втікайте! - Що я можу зі шпиталю взяти? - Заберіть цінніші інструменти лікарські. Це буде ваша платня. Йду я за п. Сопком, а цей мені каже: - Нем сабат! Не вільно! |